# 英辞郎
『英辞郎』（えいじろう）は、翻訳家・通訳者集団EDP (Electronic Dictionary Project) が編纂する英和・和英対訳データである。

## 概要
1980年代に、英単語用例集を個人的にまとめていた日本人翻訳家を中心に、EDPが結成されて長年共同編纂を続ける「成長する辞書」である。『英辞郎』は通常の英語辞書が採取していない新しい語彙や複雑な言い回しが含まれ、最新の語彙を要する研究者や翻訳者なども利用する。
「英辞郎」（英和形式データ）本体、「略語郎」（略語データ）、「例辞郎」（英和形式例文集）、「和英辞郎」（英辞郎と例辞郎を和英形式に変換して編集加工）があり、4つをまとめて集合的に『英辞郎』と称する。
EDPは『英辞郎』に含まれるデータの内容について一切の保障をしない。膨大なデータは誤訳を含む可能性がある。

## 利用方法
『英辞郎』はテキストデータの集合体で、利用は検索ソフトウェアなどを要する。
株式会社アルクは自社サイト上で英和・和英検索サービス「英辞郎 on the WEB」を提供している。基本機能は無料だが利用登録や有料で、英辞郎 on the WEB Pro と Pro Liteで例文検索や単語帳機能が可能となる。
このほか、EDPはウェブサイトで下記を紹介する。
スマートフォン
「i英辞郎」「Handy英辞郎」「Eijiroid」などのアプリを導入し、アプリ内から辞書データを購入する。
DVD-ROM
アルクが出版した英和・和英辞典のDVD-ROMを一般書店あるいはネット書店で購入し、Windows機またはMacintoshから利用する。
PC/Mac用ダウンロードソフトウェア
「まるごと英和検索 for 英辞郎」「イージーリーダープラスプロＶ３」などのソフトウェアを導入し、英辞郎のデータを別途購入し、Windows機またはMacintoshから利用する。macOS標準の辞書ソフトに導入できる形式のデータも販売されている。
このほか、エディアとアルクは従来型携帯電話用の検索サービス「ポケット英辞郎」を提供しており、NTTドコモのiモードやauのEZWebの公式サイトとして登録されている。
ポータルサイトgooがgoo辞書として2009年11月30日まで提供した。EDPはデータをテキストとPDIC形式でVer.144まで販売した。MCL社のEPWING版サイトからCD-Rを宅配で購入して検索ソフトを利用する方法もあったが2015年6月末で販売を終了した。

## コーパス
Ver.135（2012年9月5日）の「例辞郎」および「和英辞郎」から、公益社団法人アムネスティ・インターナショナル日本の「ニュースリリース」対訳データと、国立研究開発法人情報通信研究機構の『日英新聞記事対応付けデータ』のうち確認と修正を経たものを、コーパスとして含む。
かつてはヤック企画が出版する『ナンパ天国ニッポン』、『日本人女性の実態』、『日本人の秘密』『国籍を超えた若者たち』、『ひらがなタイムズ』をコーパスとして利用したが、珍妙な解釈、日本人被差別、政治偏向などが多いことの指摘を受け、2009年11月に「英辞郎 on the Web」から除去した。

## アルク版CD-ROM/DVD-ROM
- 道端秀樹監修、EDP編 編『英辞郎』アルク、2002年3月12日。ISBN 4-7574-0570-7。 （100万語収録）
- EDP編 編『英辞郎 第二版』アルク、2005年3月3日。ISBN 4-7574-0838-2。 （130万項目収録）
- EDP編 編『英辞郎 第三版』アルク、2007年2月2日。ISBN 978-4-7574-1136-4。 （150万項目収録）
- EDP編 編『英辞郎 第四版』アルク、2008年9月18日。ISBN 978-4-7574-1456-3。 （166万項目収録）
- EDP編 編『英辞郎 第五版』アルク、2010年2月4日。ISBN 978-4-7574-1820-2。 （172万項目収録）
- EDP編 編『英辞郎 第六版（辞書データVer.128／2011年4月8日版）』アルク、2011年6月3日。ISBN 978-4-7574-1985-8。 （182万項目収録）
- EDP編 編『英辞郎 第七版（辞書データVer.136／2013年1月8日版）』アルク、2013年3月11日。ISBN 978-4-7574-2265-0。 （190万項目収録）
- EDP編 編『英辞郎 第八版（辞書データVer.141／2014年8月8日版）』アルク、2014年10月7日。ISBN 978-4-7574-2489-0。 （195万項目収録）
- EDP編 編『英辞郎 第九版（辞書データVer.148／2016年4月8日版）』アルク、2016年6月7日。ISBN 978-4-7574-2812-6。 （202万項目収録）
- EDP編 編『英辞郎 第十版（辞書データVer.151／2018年1月18日版）』アルク、2018年3月12日。ISBN 978-4-7574-3060-0。 （205万項目収録）
- EDP編 編『英辞郎 第十一版（辞書データVer.159／2020年1月8日版）』アルク、2020年3月6日。ISBN 978-4-7574-3610-7。（217万項目収録）